# Erythropodium indica
Erythropodium indica is een zachte koraalsoort uit de familie Anthothelidae. De koraalsoort komt uit het geslacht Erythropodium. Erythropodium indica werd in 1905 voor het eerst wetenschappelijk beschreven door Thomson & Henderson. 